# Даниэль (игрок в пляжный футбол)
Даниэл Ногейра Лима (порт.-браз. Daniel Nogueira Lima; род. 3 декабря 1982, Рио-де-Жанейро) — бразильский игрок в пляжный футбол. Выступал за сборную Бразилии. Участник пяти чемпионатов мира по пляжному футболу. Известен под прозвищем Даниэл Зидан (порт. Daniel Zidane).

## Биография
Родился и вырос в Рио-де-Жанейро. Его отец занимался пляжным футболом. Даниэль рос на берегу океана и в 11 лет сам начал играть в пляжный футбол. Занимался в школе Жуниора Негана.
В 15-летнем возрасте попал в систему клуба «Фламенго». Играл за сборную штата, после чего получил приглашение защищать цвета сборной Бразилии по пляжному футболу. Дебют в составе национальной команды пришёлся на игру против Уругвая. Вместе с командой участвовал в пяти розыгрышах чемпионата мира (2007, 2008, 2009, 2013, 2017), откуда четыре раза уезжал с золотой медалью. Мундиаль 2011 года Даниэль пропустил из-за травмы.
Свой 250-й матч провёл в январе 2017 года в рамках товарищеской игры против Парагвая. 2017 год стал последним годом выступления за сборную, за которую он в общей сложности забил 125 голов в 255 матчах. Своё прозвище получил благодаря схожести игрового стиля с французским футболистом Зинедином Зиданом.
На клубном уровне играл на родине за «Коринтианс», «Фламенго», «Ботафого» и «Васко да Гама». За рубежом защищал цвета российских клубов «Локомотив» и IBS, а также украинского клуба БРР из Киева.
После завершения карьеры игрока в 2019 году принял предложения встать у руля португальского клуба «Бенфика». В 2022 году привёл команду к победе на Кубке европейских чемпионов, став первым тренером-бразильцем побеждавшем на данном турнире.
В 2023 году был включён в список «Легенд пляжного футбола», который составляет Всемирная организация пляжного футбола.
Католик по вероисповеданию. Учился в институте физической культуры, но обучение не завершил.

## Достижения
Сборная Бразилии
- Чемпион мира: 2007, 2008, 2009, 2017
- Победитель Мундиалито: 2005, 2006, 2007, 2010
- Победитель Межконтинентального кубка: 2014, 2016
- Победитель Латинского кубка: 2005, 2006, 2009
- Победитель Южноамериканских пляжных игр: 2009, 2011
- Победитель Южноамериканского кубка: 2015

На клубном уровне
- Чемпион Бразилии: 2012 (Коринтианс)[2]
- Чемпион Украины: 2008 (БРР)[8]
- Победитель Кубка Барселоны: 2015 (Локомотив)
- Победитель Клубного Мундиалито: 2012 (Локомотив), 2013 (Коринтианс)
- Победитель Кубка Бразилии: 2013 (Фламенго)[9]
- Финалист Кубка России: 2010 (IBS)

Индивидуальные
- Лучший бомбардир Латинского кубка: 2009
- Лучший бомбардир Мундиалито: 2010